# Mariscal hereditario de Brabante
El Mariscal hereditario de Brabante (erfmaarschalk van Brabant, en neerlandés/ maréchal-héreditaire de Brabant, en francés) fue un título hereditario de origen caballeresco del Ducado de Brabante, y que iba asociado al Señorío de Wezemaal (Wesemael), actualmente en Rotselaar.
Este cargo sería similar al de un general del más alto rango en la actualidad que, al igual que otros como Senescal, Chambelán, Mayordomo, Portaestandarte, todos ellos de Brabante, fueron cargos ocupados por miembros de familias prominentes de la nobleza de la zona, aun en origen pudieron ser ocupados por personas no pertenecientes a la nobleza, sino a una rama social llamada caballeros libres pero que terminarían por fusionarse con la nobleza.
Durante una guerra, el Mariscal era el responsable de la protección de las abadías y sus ciudadanos, quienes podrían ser víctimas durante los combates. A finales de la Edad Media, el Mariscal también participará directamente en las guerras y en los tratados de paz. Durante las ceremonias, estaba presente junto con el consejo de guerra del Ducado de Brabante y, a partir de 1430, del Ducado de Borgoña.
Este título ceremonial nace en 1160, donde los Señores de Wezemaal (actual Rotselaar) ostentarán este cargo hereditario, siendo el primer Mariscal Arnold I, Señor de Wezemaal (c. 1140 – c. 1200).
Dado que los Mariscales de Brabante fueron leales a los Países Bajos Españoles, este cargo desaparece cuando la presencia de la Monarquía Hispánica termina en Flandes, oficialmente tras el Tratado de Utrecht (1713) y el Tratado de Rastatt (1714) cuando el Brabante del Sur (Provincia de Brabante Meridional y Provincia de Amberes, ambas en el actual Bélgica) se cedió a los Habsburgo austriacos. El Brabante del Norte (en los actuales Países Bajos) ya se cedió formalmente a las Provincias Unidas tras la Paz de Westfalia (1648).

## Mariscales hereditarios de Brabante

### Casa de Wezemaal (oWesemael, grafía antigua conservada del francés)
"Wisemale", como origen de Wezemaal, aparece por primera vez en 1044. Cartas del siglo XIII indican que Wezemaal fue originalmente un señorío alodial (propiedad privada). Se desconoce la fecha exacta de su establecimiento. A partir del siglo XII, las fuentes documentan la existencia de la familia van Wezemaal, con un castillo que ya existía allí en 1232, y es posible que existiera una fortificación ya en el siglo XII (posiblemente incluso antes de 1206). El señor de Wezemaal más antiguo conocido es Arnold I, seguido de sus descendientes. 
- Arnold I Van Wezemaal (c.1140/70-c.1200), Señor de Wezemaal y Westerlo, hijo de Arnoud (o Gerard) Van Velpen, y de Bertha N. Casó con Clementina de Montferrant, con la que tuvo al menos dos hijas y un hijo, éste último fue el considerado el primero en utilizar el título de Mariscal de Brabante: Arnold II.
- Arnold II Van Wezemaal (c.1180/90-c.1260), Señor de Wezemaal , Westerlo y Señor de Perk (actual Steenokkerzeel) por matrimonio. Fue el primero en utilizar el título de Mariscal. Casó tres veces. Con su segunda esposa (Beatrix, o Beatrice Van Breda) tuvo al menos 7 hijos. Dos de ellos fueron los siguientes Mariscales: Arnold III y Godefroy.
- Arnold III Van Wezemaal (c.1222-c.1266), Señor de Wesemael y Westerlo, caballero templario (1268) y Gran Chambelán del Rey Felipe III de Francia (1275). Cuando se une a los templarios, su hermano Godefroy hereda el título de Señor de Wesemael y de Mariscal de Brabante.
- Godefroy (Godfried) Van Wezemaal (c.1225-01/11/1275), Señor de Wezemaal (1271), Westerlo, Quaetbecke (actual Lennik), Perk y Bergen-op-Zoon, nombrado Mariscal cuando su hermano Arnold se une a los templarios. Tuvo varios hijos con Isentrude Van Alphen, uno de ellos el siguiente Mariscal: Arnold IV.
- Arnold IV Van Wezemaal (c.1245-11/07/1302 en la batalla de Cortrique contra los franceses[6]), Señor Wezemaal, Quabeek y Westerlo. Casó tres veces y, con una de ellas, tuvo a los dos siguientes Mariscales: Arnold V, y Guillaume I.
- Arnold V Van Wezemaal (1258-1317/28), que casó con Marguerite de Vianden. Sin descendencia.
- Guillaume I (Willem I) Van Wezemaal-Westerlo (1293-1364/8), que casó con Jeanne de Beauffort-Fallais, con la que tuvo varios hijos, dos de ellos los siguientes Mariscales: Guillaume II y Jean I.
- Guillaume II (Willem II) Van Wezemaal, sin descendencia.
- Jean I (Jan, o Johan I) Van Wezemaal (f. 1417), que casó dos veces, con una de ellas (Jeanne de Bauffremont) tuvo al siguiente Mariscal: Jean II.
- Jean II (Jan, o Johan II) Van Wezemaal (1417-1464/7), Señor de Wezemaal, Rummen, Westerlo y Fallais, que murió sin herederos legítimos.

A la muerte de Jean II, quizás el miembro más influyente de la familia, el Señorío de Wezemaal pasó a Carlos el Temerario, duque de Borgoña.

### Casa de Brimeu
Se conoce que Jean II de Croÿ (c.1390-1473), de la poderosa Casa de Cröy, y que fuera miembro prominente de la corte borgoñesa hasta que fue exiliado (1465), vendió los dominios de Wezemaal (Wesemael) a Guy de Brimeu en 1471-2, de la Casa de Brimeu.
- Guy de Brimeu (1433-03/04/1477), Señor de Humbercourt, de Meghem y de Wezemaal, Teniente General y Caballero de la Orden del Toisón de Oro (1473),[9] y amigo personal de Carlos el Temerario, Duque de Borgoña, del cual fue un destacado lugarteniente y administrador.[10] En 1462 casó con Anthoinette (Antonia) de Rambures con los que tuvo 7 hijos, siendo dos de ellos los siguientes Mariscales: Adrian y Eustache.[11]
- Adrian (Adrien) de Brimeu (1471/2-1515 en la Batalla de Marignano contra los franceses[12]), I Conde de Meghem y Señor de Humbercourt y de Wezemaal.[7] Casó con Catherine de Cröy y Lalaing (hija de Jean II de Croÿ), con la que tuvo un hijo, Florent de Brimau,[13] pero se desconoce por qué no heredó el título de Mariscal de Brabante (probablemente por ser menor de edad), que pasó a su tío Eustache.
- Eustache de Brimeu (c. 1474-1547/8), II Conde de Meghem y Señor de Humbercourt y de Wezemaal. Casó con  Barbe von Hille (Barbara de Hillery) con la que tuvo a Charles,[14] siguiente Mariscal de Brabante.
- Charles de Brimeu (1524/5-1572), III Conde de Meghem y Señor de Humbercourt y de Wezemaal, quien vendió el título de Mariscal hereditario de Brabante a Gaspar II Schetz.[15]

### Casa de Schetz
- Gaspar II Schetz (Amberes, 1513/16- Mons, 1580), Señor de Wezemaal y Grobbendonk, llamado con el apodo de “Corvinus”,[16] fue un humanista y financiero al servicio de España,[17] hombre de confianza en la gestión de la tesorería de los ejércitos de Flandes de Felipe II,[10] respetado incluso por los insurgentes protestantes.[18] Gaspar II le compró a Charles de Brimeu el señorío de Wezemaal que le otorgó el título de Mariscal hereditario del Ducado de Brabante. Casó con Catharina van Ursel, con la que tuvo ocho hijos, uno de ellos el siguiente Mariscal: Anthoine II.
- Anthoine II Schetz (1561/64-1640/41), barón (1602) y I Conde de Grobbendonk (1637), señor de Wezemaal, Tiburg y Goirle, Pulle y Pulderbos.[19] Al servicio de los españoles, participó en la Guerra de los Ochenta Años (sitio de Lovaina, 1635), siendo caballero de la Orden de Santiago. Casó con Maria Van Malsen (Señora de Tiburg), con la que tuvo 7 hijos. Uno de ellos fue el siguiente Mariscal de Brabante: Lancelot II.[20]
- Lancelot II Schetz (1604-1664), II Conde de Grobbendonk (1640), baron de Wezemaal (1640), Señor de Durbuy (por matrimonio) y Tilburg (1650), y alcalde Mayor de Bruselas, quien destacó durante la Guerra de los Ochenta Años junto a los Imperiales y españoles. Casó con Marquerite Marie Claire de Noyelles, con la que tuvo dos hijos,[21] uno de ellos el último Mariscal de Brabante: Anthonie III.
- Anthonie (Antón) III Ignace Schetz (1642-1672), Barón de Wezemaal, militar de la rama de caballería española y valona que terminaría siendo miembro del Consejo de Estado (o de Finanzas o de Hacienda) [10] y consejero del rey de España. Casó con Marie Magdeleine (o Caroline) de Berghes, hija del II Conde de Grimberghen. Se desconoce si tuvieron descendencia.